# Trofeu Alfredo Di Stéfano

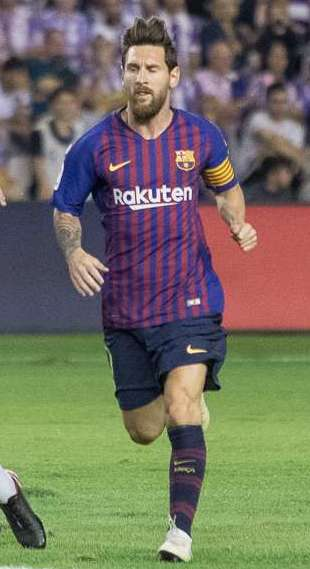
Messi es el jugador amb més trofeus.

El Trofeu Alfredo Di Stéfano és un premi atorgat anualment pel periòdic esportiu espanyol Marca, al final de cada temporada, en què és elegit el millor jugador de la Primera Divisió d'Espanya. La primera edició del trofeu es va celebrar la temporada 2007-08 i rep el seu nom en honor del jugador argentí Alfredo Di Stéfano.
Per a l'elecció del guanyador, els internautes poden votar, a la fi de cada jornada, els millors jugadors de la mateixa. Mitjançant aquests vots se seleccionen els millors 50 jugadors.
Lionel Messi és el màxim guanyador amb set guardons.

## Palmarès
| Temporada | Guanyador         | Equip        | Segon             | Equip             | Tercer            | Equip             |
| --------- | ----------------- | ------------ | ----------------- | ----------------- | ----------------- | ----------------- |
| 2007-2008 | Raúl González     | Reial Madrid | Sergio Agüero     | Atlètic de Madrid | Iker Casillas     | Reial Madrid      |
| 2008-2009 | Lionel Messi      | FC Barcelona | Andrés Iniesta    | FC Barcelona      | Xavi Hernández    | FC Barcelona      |
| 2009-2010 | Lionel Messi      | FC Barcelona | Cristiano Ronaldo | Reial Madrid      | Xavi Hernández    | FC Barcelona      |
| 2010-2011 | Lionel Messi      | FC Barcelona | Cristiano Ronaldo | Reial Madrid      | Xavi Hernández    | FC Barcelona      |
| 2011-2012 | Cristiano Ronaldo | Reial Madrid | Lionel Messi      | FC Barcelona      | Andrés Iniesta    | FC Barcelona      |
| 2012-2013 | Cristiano Ronaldo | Reial Madrid | Lionel Messi      | FC Barcelona      | Andrés Iniesta    | FC Barcelona      |
| 2013-2014 | Cristiano Ronaldo | Reial Madrid | Diego Costa       | Atlètic de Madrid | Lionel Messi      | FC Barcelona      |
| 2014-2015 | Lionel Messi      | Barcelona    | Cristiano Ronaldo | Reial Madrid      | Neymar            | FC Barcelona      |
| 2015-2016 | Cristiano Ronaldo | Reial Madrid | Luis Suárez       | FC Barcelona      | Antoine Griezmann | Atlètic de Madrid |
| 2016-2017 | Lionel Messi      | FC Barcelona |                   |                   |                   |                   |
| 2017-2018 | Lionel Messi      | FC Barcelona |                   |                   |                   |                   |
| 2018-2019 | Lionel Messi      | FC Barcelona |                   |                   |                   |                   |

| Jugador           | Guanyador | Segon | Tercer |
| ----------------- | --------- | ----- | ------ |
| Lionel Messi      | 7         | 2     | 1      |
| Cristiano Ronaldo | 4         | 3     | 0      |
| Raúl González     | 1         | 0     | 0      |
| Andrés Iniesta    | 0         | 1     | 2      |
| Sergio Agüero     | 0         | 1     | 0      |
| Luis Suárez       | 0         | 1     | 0      |
| Diego Costa       | 0         | 1     | 0      |
| Xavi Hernández    | 0         | 0     | 3      |
| Antoine Griezmann | 0         | 0     | 1      |
| Neymar            | 0         | 0     | 1      |
| Iker Casillas     | 0         | 0     | 1      |